# Штолленверк, Елена Мария
Елена Мария Штолленверк  (нем. Helena Maria Stollenwerk; 28 ноября 1852, Роллесбойх, Германия — 3 февраля 1900, Стейл, Нидерланды) — блаженная Римско-Католической Церкви, монахиня, основательница женской монашеской конгрегации «Сёстры Служительницы Святого Духа Вечной Адорации».

## Биография
С раннего возраста хотела стать монахиней. Поиски подходящей женской монашеской конгрегации в Германии, которая бы удовлетворяла духовным потребностям Елены Марии Штролленверк, не приносили ожидаемых результатов. В 1882 году Елена Мария Штолленверк познакомилась со священником Арнольдом Янссеном, который основал в городе Стейл (Нидерланды), мужскую монашескую конгрегацию вербистов («Общество Слова Божьего »). Арнольд Янссен в это время вынашивал идею создать женскую ветвь основанной им мужской конгрегации, но пока предложил обратившейся к нему Елене Марии Штолленверк работать в семинарской кухне. 8.12.1889 года Арнольд Янссен основал женскую конгрегацию «Сёстры Миссионерки Служительницы Святого Духа», в которую 17.01.1892 года вступила Елена Мария Штолленверк. Она была одной из первых членов этой конгрегации. 12.03.1894 года Елена Мария Штолленверк приняла монашеские обеты. В конгрегации она преподавала монахиням, желавшим уехать на миссию. В 1896 году она вместе с несколькими сестрами вышла из конгрегации «Сёстры Миссионерки Служительницы Святого Духа», чтобы основать новую женскую конгрегацию «Сёстры Служительницы Святого Духа от Вечного Поклонения». Два года спустя, 8.12.1898 года, Елена Мария Штолленверк стала настоятельницей этой новой конгрегации. В 1899 году Елена Мария Штолленверк заболела туберкулёзом, который стал причиной её смерти 3.02.1900 года.

## Прославление
В 1950 году начался процесс беатификации Елены Марии Штолленверк. 7.05.1995 года она была причислена к лику блаженных римским папой Иоанном Павлом II.
День памяти в Католической церкви — 3 февраля.

## Источник
- Anselm Grün: Treue auf dem Weg. Der Weg der Helena Stollenwerk 1852—1900. Vier-Türme-Verlag, Münsterschwarzach 1995, ISBN 3-87868-528-9